# 2-(ジフェニルホスフィノ)安息香酸
2-(ジフェニルホスフィノ)安息香酸（2-ジフェニルホスフィノあんそくこうさん、英語: 2-(diphenylphosphino)benzoic acid）は、化学式が (C6H5)2PC6H4CO2H で表される有機リン化合物である。白色の固体で、極性有機溶媒に溶ける。

## 利用
この配位子はシェル高級オレフィンプロセスで触媒として使用される。

## 合成
ジフェニルホスフィドナトリウムと2-クロロ安息香酸のナトリウムの塩との反応によって合成される。